# Cosmópolis
Cosmópolis é um município brasileiro do estado de São Paulo situado a 115.62 km da Capital, localiza-se a uma latitude 22º38'45" sul e a uma longitude 47º11'46" oeste, estando a uma altitude de 652 metros. Sua população de acordo com o Censo 2022 (IBGE) era de 59 773 habitantes.

## Toponímia
O nome deriva da junção das palavras gregas Cosmo (Universo) e Polis (cidade), significando na sua tradução ao português, o universo em cidade, ou cidade universo, como popularizou-se.

## História

### Origens
A exploração das terras campineiras conhecidas como Fundão, desbravadas pela Bandeira do Capitão Francisco Barreto Leme do Prado em 1779, atraiu para o local fazendeiros de diversas regiões paulistas, assim como capitalistas de Minas Gerais, ocupando sesmarias. O intuito do sistema de sesmarias era estimular a produção de cana de açúcar, principal produto brasileiro na época.
As novas sesmarias atraiam fazendeiros buscando grandes extensões de terras para o cultivo de cana de açúcar e construção de engenhos, utilizando-se exclusivamente de mão de obra escrava. Impulsionados pelo sistema de sesmarias, os fazendeiros começaram a colonização das terras, derrubando matas e formando canaviais.
Com o fim do sistema de sesmarias em 1822 essas áreas começaram a ser vendidas pelos antigos fazendeiros, surgindo um novo processo de ocupação das terras, com a introdução do café e a criação dos primeiros núcleos coloniais de trabalhadores livres, formados por imigrantes europeus. A ampliação das lavouras trouxe um novo ciclo de desenvolvimento na região e o surgimento de grandes produtores de café, com destaque para a Fazenda Funil, então uma das maiores propriedades agrícolas da região.
As terras, pertencentes à família do Padre João Manuel de Almeida Barboza, eram notórias pela qualidade do solo e pelas grandes extensões de plantações de café e de cana de açúcar. Foi nessas terras que futuramente surgiria a Vila de Cosmópolis.
Entre 1889 e 1890 o então herdeiro da Fazenda, o Coronel João Manuel de Almeida Barboza, decide vender as terras para um grupo de investidores, entrando como membro dos novos empreendimentos. Esse grupo visava criar colônias agrícolas nas terras, destinadas a imigrantes europeus, em uma parceria firmada entre os governos federal e estadual com os países de origem dos trabalhadores.
Para o escoamento das produções agrícolas, o então presidente da Câmara de Campinas e investidor do grupo Coronel José Paulino Nogueira Ferraz, autorizava em 1892 o município a contrair empréstimos para financiar a construção de uma estrada de ferro, a Carril Agrícola Funilense, que havia sido fundada oficialmente em 24 de julho de 1890.
O grupo de investidores era então formado por pessoas de destaque na política e agricultura, possuindo membros como José Paulino Nogueira e irmãos, Barão Geraldo Ribeiro de Sousa Rezende, Dr. Moraes Sales, Cel. Silva Telles, Cel. João Batista de Souza Aranha, João Manuel de Almeida Barboza, Francisco de Paulo Camargo, entre outros.

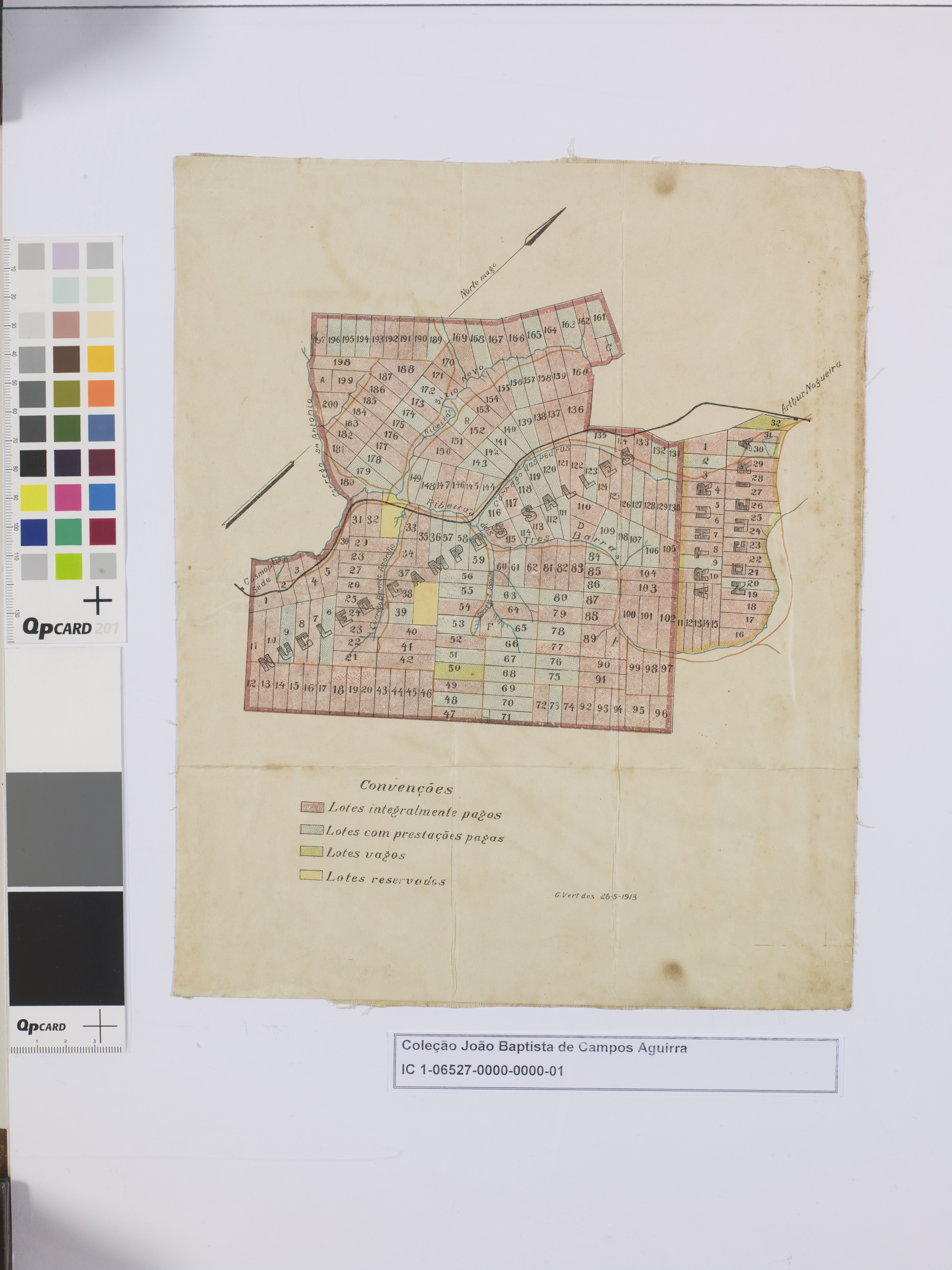
Planta do Núcleo Colonial Campos Salles.

Com o desígnio de intensificar as produções, a Câmara Municipal de Campinas oficializa em 1896 um projeto para formação de uma colônia suíça. Assim pelo Decreto Estadual nº 502-A de 04/12/1897 foi criado o Núcleo Colonial Campos Salles nas terras da Fazenda Funil.
Por problemas climáticos e de adaptabilidade, poucas famílias suíças ficaram nas terras. Abre-se então a oportunidade para imigrantes de outras nacionalidades, como austríacos, alemães, poloneses, espanhóis e italianos. Inicialmente a imigração alemã foi responsável pela detenção de grande parte das terras, sendo membros de destaque na criação do Núcleo Colonial Campos Salles.

### Fundação
As margens da Estrada de Ferro Funilense surge o primeiro povoado, localizado nas terras que originaram a atual Avenida Ester, antigo acesso à casa principal da Fazenda do Funil. Com o crescimento do povoado, a localidade começa a receber várias denominações dos seus moradores, como Campos das Palmeiras e Burgo.
A estação ferroviária da Funilense, inaugurada oficialmente no local em 18/09/1899 para atender ao florescente Núcleo Campos Salles, recebe o nome de Barão Geraldo de Rezende, estendendo-se a nomeação ao povoado, porém a nomeação não persiste.
A origem exata da nomeação Cosmópolis é incerta, presume-se que tenha recebido a denominação pelos empreendedores da família Nogueira, novos proprietários da Fazenda Funil e fundadores da Usina Esther. A família Nogueira, na pessoa do Major Arthur Nogueira, estava à frente dos processos de loteamento agrícola e urbano das terras do Funil, criando com apoio do governo estadual, os primeiros núcleos coloniais, setores urbanos, agrícolas e industriais. Em 1905 a estação ferroviária é rebatizada de Cosmópolis, oficializando o nome.
Mas a data que foi oficializada como o marco de criação do projeto urbano cosmopolense é 17/01/1901. A data é uma correção histórica, formalizada após anos de estudos e pesquisas, sendo que os estudos documentais têm como base principal a planta de criação e loteamento da Villa Cosmópolis, projeto da sociedade agrícola e empreendimentos Arthur Nogueira & Cia. A planta urbana dos lotes da Fazenda Funil, regulamentada e aprovada pela Prefeitura de Campinas, é o primeiro registro oficial das terras com o nome Cosmópolis.

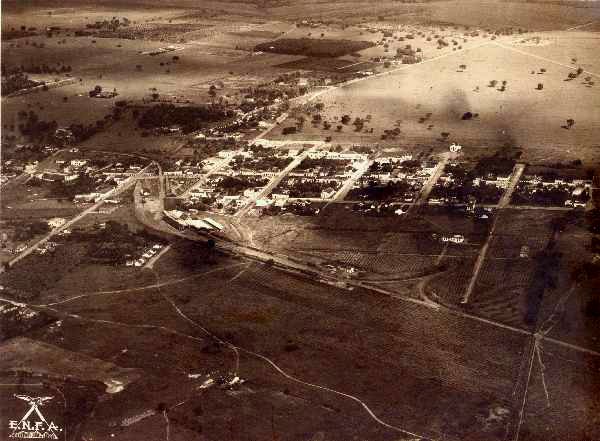
Vista aérea (década de 40).

### Formação administrativa
- Pela Lei n° 1.024 de 27/11/1906 é criado o distrito de Cosmópolis, no município de Campinas[10].
- Pelo Decreto-Lei n° 14.334 de 30/11/1944 é criado o município de Cosmópolis, com território desmembrado dos municípios de Campinas, Mogi Mirim e Limeira. A emancipação passa a vigorar a partir de 1º de janeiro de 1945, quando o município é instalado[11].

## Geografia

### Localização
Cosmópolis é um dos municípios integrantes da Região Metropolitana de Campinas.

### Hidrografia
- Ribeirão Três Barras
- Rio Jaguari
- Rio Pirapitingui

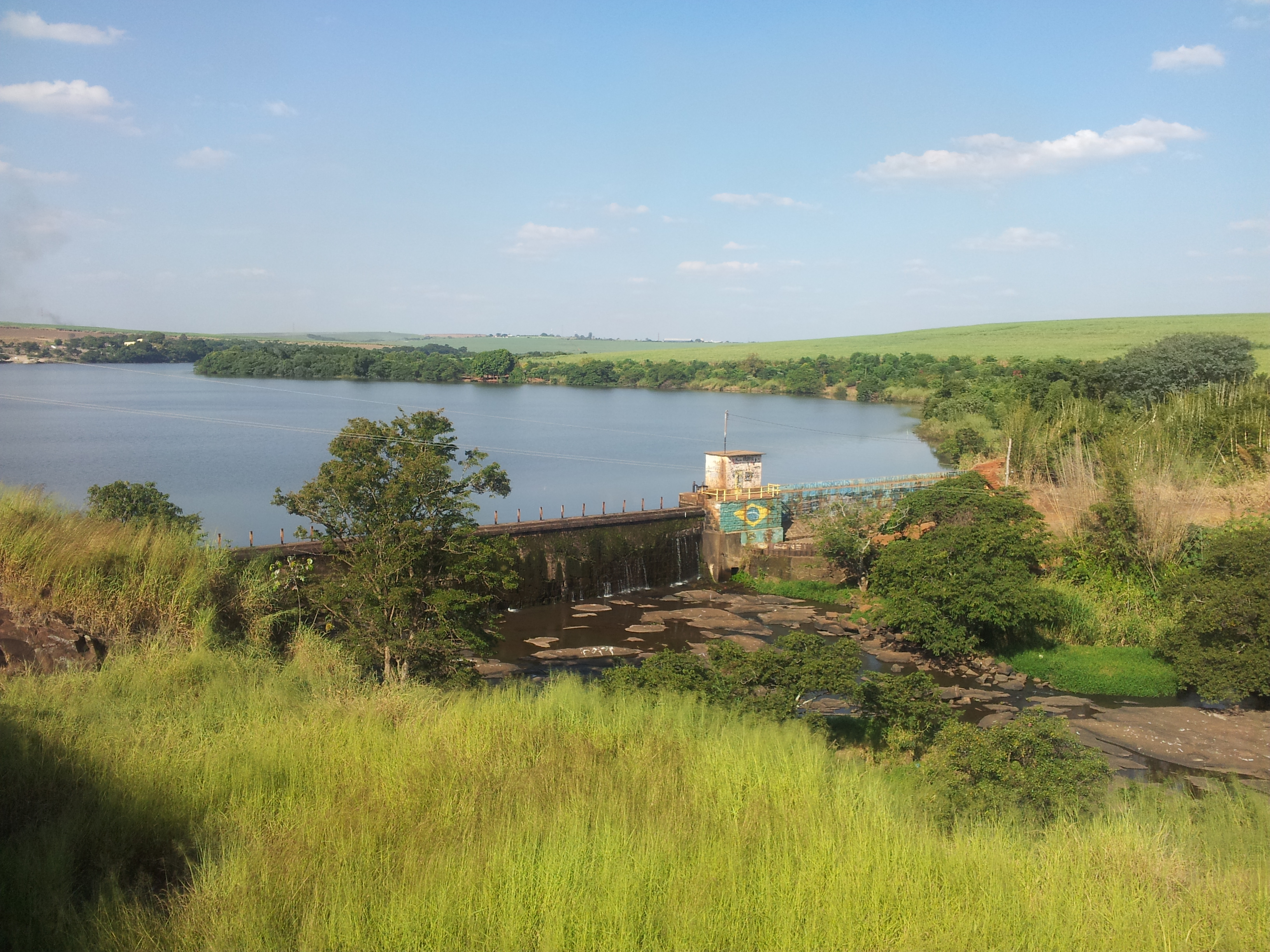
Represa do Rio Pirapitingui.

Contém uma represa que abastece toda a cidade, sem riscos de necessidades de racionamentos, o ano todo.

### Rodovias
- Rodovia Deputado João Herrmann Neto (SP-133)
- Rodovia Professor Zeferino Vaz (SP-332)

## Demografia

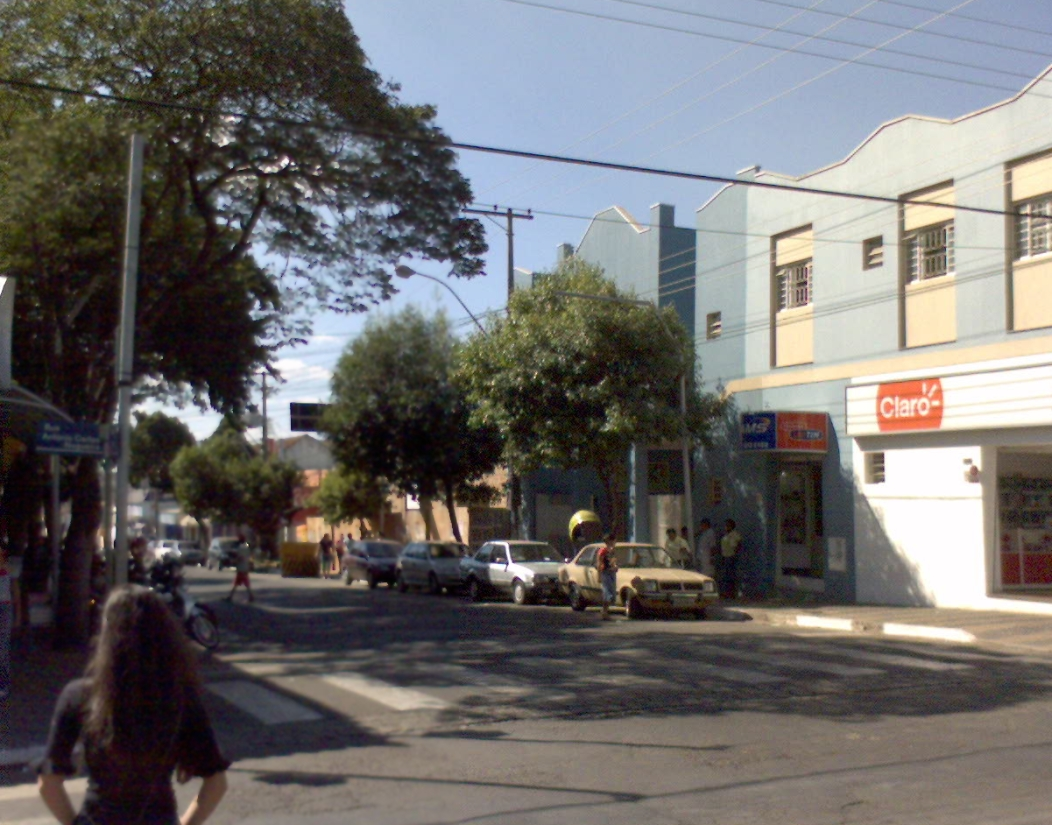
Região central da cidade.

### População
| Crescimento populacional                             | Crescimento populacional | Crescimento populacional | Crescimento populacional |
| Ano                                                  | População Total          |                          | %±                       |
| ---------------------------------------------------- | ------------------------ | ------------------------ | ------------------------ |
| 1946                                                 | 7 571                    |                          | —                        |
| 1950                                                 | 6 719                    |                          | −11,3%                   |
| 1958                                                 | 6 888                    |                          | 2,5%                     |
| 1960                                                 | 8 798                    |                          | 27,7%                    |
| 1970                                                 | 12 110                   |                          | 37,6%                    |
| 1980                                                 | 23 243                   |                          | 91,9%                    |
| 1991                                                 | 36 684                   |                          | 57,8%                    |
| 2000                                                 | 44 355                   |                          | 20,9%                    |
| 2010                                                 | 58 827                   |                          | 32,6%                    |
| 2022                                                 | 59 773                   |                          | 1,6%                     |
| Est. 2024                                            | 61 204                   | [ 12 ]                   | 2,4%                     |
| Fontes: Censos Demográficos IBGE e Estimativas SEADE |                          |                          |                          |

### Dados demográficos
Dados do Censo - 2010
População total: 58.827
- Homens: 29.410
- Mulheres: 29.417

Mortalidade infantil até 1 ano: 14,08 por mil
Expectativa de vida: 72,20 anos
Taxa de fecundidade: 2,26 filhos por mulher
Taxa de Alfabetização: 92,95%
Índice de Desenvolvimento Humano (IDH-M): 0,799
- IDH-M Renda:       0,726
- IDH-M Longevidade: 0,787
- IDH-M Educação:    0,884

(Fonte: IPEADATA)

## Política e administração
- Prefeito: Antônio Cláudio Felisbino Júnior (2021/2024)
- Vice-prefeito: Maurício Aparecido Gonçalves (2021/2024)
- Presidente da câmara: Vereador Élcio Amancio (2018/2020)

## Economia

### Usina Ester

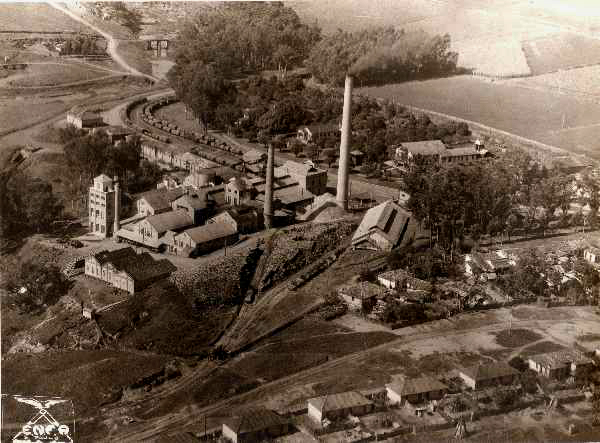
Usina Ester (década de 40).

A Usina Açucareira Ester é um dos marcos do desenvolvimento de Cosmópolis. É uma das mais antigas usinas de açúcar do Estado de São Paulo em atividade. A empresa foi fundada em 02 de março 1898.
Seus principais fundadores foram Arthur Nogueira, Paulo de Almeida Nogueira, José Paulino Nogueira, Sidrack Nogueira e Antônio Carlos Silva Telles. O nome Ester é uma homenagem prestada a esposa do Sr. Paulo de Almeida Nogueira, Sra. Esther Nogueira.
A Usina Ester tem em sua história vários momentos que se inserem na história do Brasil, do estado e principalmente da região, através de sua origem, das inovações introduzidas, ou através de seus proprietários, que neste tempo todo participaram de vários acontecimentos políticos, culturais e esportivos.

## Infraestrutura

### Comunicações
O sistema de telefones automáticos foi inaugurado na cidade em 1975 pela Telecomunicações de São Paulo (TELESP), que também implantou o sistema de discagem direta à distância (DDD) em 1978 com o código de área (0192).
Na década de 90 o código DDD da cidade foi alterado para (019), para padronização do sistema telefônico com a telefonia celular que estava sendo implantada em todo o estado.

### Transportes
Cosmópolis conta com linhas de ônibus municipais operadas pela Viação Campestre. Possui também linhas metropolitanas, gerenciadas pela EMTU/SP, que ligam a cidade aos municípios de Artur Nogueira, Campinas, Engenheiro Coelho, Holambra e Paulínia.

## Religião
O Cristianismo se faz presente na cidade da seguinte forma:

### Igreja Católica
- Paróquia Santa Gertrudes - faz parte da Diocese de Limeira.[21][22]

### Igrejas Evangélicas
Entre as igrejas protestantes históricas, pentecostais e neopentecostais, encontram-se na cidade:
- Assembleia de Deus Ministério do Belém.[24][25]
- Congregação Cristã no Brasil.[26]
- Igreja Presbiteriana Independente do Brasil.[27]
- Igreja Evangélica de Confissão Luterana no Brasil.[28]